# NGT48
NGT48(엔지티포티에이트)는 아키모토 야스시의 완전 프로듀스에 의해 2015년에 탄생한 니이가타 현을 중심으로 활동하는 여성 아이돌 그룹이다.

## 개요
- 도쿄도 지요다구의 아키하바라를 거점으로 하는 AKB48, 아이치현 나고야시의 사카에를 거점으로 하는 SKE48, 오사카부 오사카시의 난바를 거점으로 하는 NMB48, 후쿠오카현 후쿠오카시의 하카타에 거점으로 하는 HKT48에 이어 계속되는 전국 전개 제5탄으로서 니이가타 현 니가타시가 선택되었다.
- 명칭의 「NGT」는 니이가타 현의 현청 소재지이자 현 중심지인 니이가타(NiiGaTa)에 유래하고 있다.
- 그룹의 로고 마크는 현 새의 따오기를 담고 있으며,   하얀색의 배경에   빨강색의 「NGT48」의 문자와 배경의 오른쪽 아래에 빨간 에지를 배치한 것이 사용되고 있다.
- 2015년 1월, AKB48 Request Hour 2015 최종일 저녁 공연에서 그 결성이 발표되었으며, 동년 3월 중 오디션 개최 및 10월 1일자 전용 극장 오픈을 준비하고 있다.
- SKE48의 극장 지배인이었던 이마무라 에츠로가 이적하여 NGT48의 극장 지배인으로 옮겨가게 되었다.
- 동년 3월 26일, AKB48 팀K 키타하라 리에가 NGT48 캡틴으로서 이적, 팀B 카시와기 유키가 겸임이 발표되었다.
- 동년 5월 10일, 신멤버로 니시가타 마리나와 오기노 유카가 가입했다.
- 동년 7월 25일, 본 그룹 1기생 오디션 최종 심사에서 22명이 합격.
- 동년 8월 25일, 도쿄 돔에서 열린 〈AKB48 그룹 대운동회〉에서 서프라이즈로 등장해 2곡을 피로했다.
- 동년 10월 11일, 한국에 내한해 부산 아시아드 경기장에서 열리는 2015 아시아송 페스티벌에 참가해 공연했다.
- 2016년 1월 10일, NGT48 극장 오픈. 1기생 12명, 드래프트생 2명, 키타하라, 카시와기의 16명에 의해 팀NIII를 결성했다.
- 동년 6월 18일, HARD OFF ECO 스타디움 니이가타에서 개최된 〈AKB48 45th 싱글 선발 총선거 ~우리는 누구에 대해서 가면 좋을까?~〉 개표 전의 〈AKB48 그룹 콘서트〉에서 아리오라 재팬(소니 뮤직 엔터테인먼트 재팬 레이블)로부터 메이저 데뷔를 발표했다(2017년 4월 12일 발매).
- 2019년 4월 11일, AKS 측은 그룹 내부 팀을 해체하고, 1기생과 연구생으로 재편하기로 결정했다.

- 총캡틴:후지사키 미유

### NGT48 극장
- 니이가타 시에 2015년 가을의 개업을 예정하고 있었지만, 극장 공사 지연으로 2016년 1월에 개업하는 것으로 연기되었으며, 동년 1월 10일에 오픈되었다.

### AKB48나 다른 자매 그룹와의 비교
- 다른 자매 그룹은 거리의 통칭이 그룹 이름의 유래가 되고 있지만, NGT48는 시명, 현명이 유래가 되고 있다.
- 일본 국내의 AKB48 그룹의 공식 블로그는 모두 아메바 블로그로 개설되고 있지만 NGT48은 유일하게 라인 블로그를 사용하고 있다.

## 멤버

### 1기생
| 이름            | 일본어 표기 | 요미가나        | 생년월일               | 기수         | 소속 사무소 | 비고     | 총선거 | 총선거 | 총선거 |
| 이름            | 일본어 표기 | 요미가나        | 생년월일               | 기수         | 소속 사무소 | 비고     | 8      | 9      | 10     |
| --------------- | ----------- | --------------- | ---------------------- | ------------ | ----------- | -------- | ------ | ------ | ------ |
| 세이지 레이나   | 清司麗菜    | せいじ れいな   | 2001년 4월 19일(24세)  | 1기          | Flora       | 최연소   |        |        |        |
| 니시가타 마리나 | 西潟茉莉奈  | にしがた まりな | 1995년 10월 16일(29세) | 드래프트 2기 | Flora       | 최연장자 |        | 41     | 24     |

### 드래프트 3기생
| 이름          | 일본어 표기 | 요미가나      | 생년월일               | 기수         | 소속 사무소 | 비고            | 총선거 |
| 이름          | 일본어 표기 | 요미가나      | 생년월일               | 기수         | 소속 사무소 | 비고            | 10     |
| ------------- | ----------- | ------------- | ---------------------- | ------------ | ----------- | --------------- | ------ |
| 사토 카이리   | 佐藤海里    | さとう かいり | 2000년 8월 5일(24세)   | 드래프트 3기 | Flora       | 최연장자        |        |
| 후지사키 미유 | 藤崎未夢    | ふじさき みゆ | 2000년 11월 17일(24세) | 드래프트 3기 | Flora       | 최연소 3대 캡틴 |        |

### 2기생
| 이름            | 일본어 표기 | 요미가나        | 생년월일              | 기수 | 소속 사무소 | 비고     | 총선거 |
| 이름            | 일본어 표기 | 요미가나        | 생년월일              | 기수 | 소속 사무소 | 비고     | -      |
| --------------- | ----------- | --------------- | --------------------- | ---- | ----------- | -------- | ------ |
| 오오츠카 나나미 | 大塚七海    | おおつか ななみ | 2000년 11월 7일(24세) | 2기  | Flora       | 최연장자 |        |
| 미무라 히노     | 三村妃乃    | みむら ひの     | 2002년 6월 15일(23세) | 2기  | Flora       | -        |        |

### 3기생
| 이름          | 일본어 표기 | 요미가나        | 생년월일              | 기수 | 소속 사무소 | 비고                                | 총선거 |
| 이름          | 일본어 표기 | 요미가나        | 생년월일              | 기수 | 소속 사무소 | 비고                                | -      |
| ------------- | ----------- | --------------- | --------------------- | ---- | ----------- | ----------------------------------- | ------ |
| 이소베 루아   | 磯部瑠紅    | いそべ るあ     | 2007년 5월 7일(18세)  | 3기  | Flora       | -                                   |        |
| 키타 하나에   | 喜多花恵    | きた はなえ     | 2003년 9월 9일(21세)  | 3기  | Flora       | -                                   |        |
| 키타무라 유하 | 北村優羽    | きたむら ゆうは | 2004년 9월 22일(20세) | 3기  | Flora       | -                                   |        |
| 키모토 유나   | 木本優菜    | きもと ゆうな   | 2003년 6월 17일(22세) | 3기  | Flora       | 최연장자 동생은 키모토 안나 (4기생) |        |
| 스이즈 나츠키 | 水津菜月    | すいづ なつき   | 2004년 4월 27일(21세) | 3기  | Flora       | -                                   |        |
| 스기모토 모에 | 杉本萌      | すきもと もえ   | 2005년 7월 17일(19세) | 3기  | Flora       | -                                   |        |
| 스즈키 리리카 | 鈴木凜々花  | すずき りりか   | 2008년 9월 30일(16세) | 3기  | Flora       | 최연소                              |        |

### 연구생
| 이름            | 일본어 표기 | 요미가나        | 생년월일               | 기수 | 소속 사무소 | 비고                       | 총선거 |
| 이름            | 일본어 표기 | 요미가나        | 생년월일               | 기수 | 소속 사무소 | 비고                       | -      |
| --------------- | ----------- | --------------- | ---------------------- | ---- | ----------- | -------------------------- | ------ |
| 아소 쥬나       | 浅生珠菜    | あそう じゅな   | 2006년 4월 20일(19세)  | 4기  | Flora       | -                          |        |
| 이소자키 나나   | 磯崎菜々    | いそざき なな   | 2006년 7월 12일(18세)  | 4기  | Flora       | -                          |        |
| 오쿠무라 모모카 | 奥村百花    | おくむら ももか | 2003년 8월 28일(21세)  | 4기  | Flora       | -                          |        |
| 키모토 안나     | 木本杏菜    | きもと あんな   | 2007년 10월 16일(17세) | 4기  | Flora       | 언니는 키모토 유나 (3기생) |        |
| 사토 히로카     | 佐藤広花    | さとう ひろか   | 2006년 8월 8일(18세)   | 4기  | Flora       | -                          |        |
| 신자와 아오이   | 新沢葵唯    | しんざわ あおい | 2008년 7월 24일(16세)  | 4기  | Flora       | -                          |        |
| 세키노야마 나기 | 関野山凪    | せきのやま なぎ | 2005년 7월 9일(19세)   | 4기  | Flora       | -                          |        |
| 타카시마 유아   | 高島柚愛    | たかしま ゆあ   | 2010년 1월 21일(15세)  | 4기  | Flora       | -                          |        |
| 니시카와 하루나 | 西川晴菜    | にしかわ はるな | 2003년 5월 17일(22세)  | 4기  | Flora       | 최연장자                   |        |
| 하라 아유미     | 原愛実      | はら あゆみ     | 2009년 2월 1일(16세)   | 4기  | Flora       | -                          |        |
| 마츠자카 사호   | 松坂紗帆    | まつざか さほ   | 2006년 8월 7일(18세)   | 4기  | Flora       | -                          |        |
| 요시하라 에리이 | 吉原愛里衣  | よしはら めりい | 2004년 4월 16일(21세)  | 4기  | Flora       | -                          |        |
| 아자마 유이     | 安座間結    | あざま ゆい     | 2012년 1월 7일(13세)   | 5기  | Flora       | 최연소                     |        |
| 아다치 유메     | 阿達夢      | あだち ゆめ     | 2007년 9월 5일(17세)   | 5기  | Flora       | -                          |        |
| 오오마치 유우카 | 大町佑香    | おおまち ゆうか | 2006년 10월 6일(18세)  | 5기  | Flora       | -                          |        |
| 카이 미즈키     | 甲斐瑞季    | かい みずき     | 2008년 6월 10일(17세)  | 5기  | Flora       | -                          |        |
| 키타자와 모네   | 北澤百音    | きたざわ もね   | 2008년 8월 5일(16세)   | 5기  | Flora       | -                          |        |
| 사토 유우카     | 佐藤柚花    | さとう ゆうか   | 2008년 10월 16일(16세) | 5기  | Flora       | -                          |        |
| 스토 린카       | 須藤凜華    | すとう りんか   | 2011년 9월 9일(13세)   | 5기  | Flora       | -                          |        |
| 타니구치 하루카 | 谷口陽香    | たにぐち はるか | 2006년 2월 23일(19세)  | 5기  | Flora       | -                          |        |
| 츠지타 토키네   | 辻田季音    | つじた ときね   | 2008년 1월 9일(17세)   | 5기  | Flora       | -                          |        |
| 나카타 아사미   | 中田麻実    | なかた あさみ   | 2006년 7월 7일(18세)   | 5기  | Flora       | -                          |        |
| 미나가와 히요리 | 皆川日和    | みながわ ひより | 2010년 8월 31일(14세)  | 5기  | Flora       | -                          |        |

### 전 멤버

#### 정규 멤버
| 이름            | 일본어 표기 | 요미가나        | 생년월일               | 기수         | 졸업 시기        | 최종 소속      | 현재 소속 사무소      | 비고                                                                              | 총선거 최고 순위 |
| --------------- | ----------- | --------------- | ---------------------- | ------------ | ---------------- | -------------- | --------------------- | --------------------------------------------------------------------------------- | ---------------- |
| 키타하라 리에   | 北原里英    | きたはら りえ   | 1991년 6월 24일(34세)  | -            | 2018년 4월 18일  | NIII           | 오오타 프로덕션       | 개인활동중/현재는 유튜버                                                          | 10위             |
| 미야지마 아야   | 宮島亜弥    | みやじま あや   | 1997년 11월 27일(27세) | 1기          | 2018년 8월 7일   | NIII           | -                     | -                                                                                 | 70위             |
| 다카하시 마유   | 髙橋真生    | たかはし まう   | 2001년 6월 3일(24세)   | 1기          | 2018년 10월 6일  | NIII           | -                     | -                                                                                 | -                |
| 카시와기 유키   | 柏木由紀    | かしわぎ ゆき   | 1991년 7월 15일(33세)  | -            | 2019년 4월 21일  | NIII           | 와타나베 엔터테인먼트 | 개인활동중/현:유튜버                                                              | 2위              |
| 스가하라 리코   | 菅原りこ    | すがはら りこ   | 2000년 11월 23일(24세) | 1기          | 2019년 5월 19일  | 1기생          | 에이벡스 매니지먼트   | 개인활동중                                                                        | -                |
| 하세가와 레나   | 長谷川玲奈  | はせがわ れな   | 2001년 3월 15일(24세)  | 1기          | 2019년 5월 19일  | 1기생          | 크로커다일            | 현재는 성우                                                                       | 77위             |
| 야마구치 마호   | 山口真帆    | やまぐち まほ   | 1995년 9월 17일(29세)  | 1기          | 2019년 5월 19일  | 1기생          | 켄온                  | 현재는 개인활동중                                                                 | 53위             |
| 무라쿠모 후우카 | 村雲颯香    | むらくも ふうか | 1997년 7월 5일(28세)   | 1기          | 2019년 9월 1일   | 1기생          | -                     | -                                                                                 | -                |
| 사토 안쥬       | 佐藤杏樹    | さとう あんじゅ | 2001년 11월 5일(23세)  | 1기          | 2019년 9월 30일  | 1기생          | -                     | -                                                                                 | -                |
| 다카쿠라 모에카 | 高倉萌香    | たかくら もえか | 2001년 4월 23일(24세)  | 1기          | 2020년 3월 23일  | 1기생          | NON GAME              | 개인활동중                                                                        | 25위             |
| 타노 아야카     | 太野彩香    | たの あやか     | 1997년 7월 20일(27세)  | 1기          | 2020년 10월 31일 | 1기생          | -                     | -                                                                                 | 53위             |
| 카토 미나미     | 加藤美南    | かとう みなみ   | 1999년 1월 15일(26세)  | 1기          | 2021년 1월 31일  | 1기생          | OOO Entertainment     | 개인활동중/현재는 유튜버                                                          | 30위             |
| 오기노 유카     | 荻野由佳    | おぎの ゆか     | 1999년 2월 16일(26세)  | 드래프트 2기 | 2021년 11월 8일  | 1기생          | 호리프로              | 개인활동중                                                                        | 4위              |
| 야마다 노에     | 山田野絵    | やまだ のえ     | 1999년 10월 7일(25세)  | 1기          | 2022년 2월 28일  | 1기생          | -                     | -                                                                                 | 91위             |
| 카도 유리아     | 角ゆりあ    | かど ゆりあ     | 2000년 6월 22일(25세)  | 1기          | 2022년 3월 31일  | 1기생          | -                     | -                                                                                 | 77위             |
| 쿠사카베 아이나 | 日下部愛菜  | くさかべ あいな | 2002년 2월 6일(23세)   | 1기          | 2022년 4월 30일  | 1기생          | -                     | -                                                                                 | -                |
| 나카무라 아유카 | 中村歩加    | なかむら あゆか | 1998년 7월 28일(26세)  | 1기          | 2022년 6월 30일  | 1기생          | -                     | -                                                                                 | 64위             |
| 토미나가 유우   | 富永夢有    | とみなが ゆう   | 2002년 7월 16일(22세)  | 2기          | 2022년 8월 16일  | 2기생          | -                     | -                                                                                 | -                |
| 츠시마 유나코   | 對馬優菜子  | つしま ゆなこ   | 2001년 8월 20일(23세)  | 드래프트 3기 | 2022년 8월 31일  | 드래프트 3기생 | -                     | -                                                                                 | -                |
| 테라다 히나     | 寺田陽菜    | てらだ ひな     | 2004년 3월 13일(21세)  | 2기          | 2022년 8월 31일  | 2기생          | -                     | -                                                                                 | -                |
| 니시무라 나나코 | 西村菜那子  | にしむら ななこ | 1997년 8월 11일(27세)  | 1기          | 2022년 9월 30일  | 1기생          | CANVAS                | 개인활동중                                                                        | 43위             |
| 코미야마 사라   | 小見山沙空  | こみやま さら   | 2004년 7월 27일(20세)  | 2기          | 2021년 12월 31일 | 2기생          | -                     | 현재는 같은 NGT48 졸업생인 모로하시 히나타와 같이 지하 아이돌 東京CuteCute의 멤버 | -                |
| 모로하시 히나타 | 諸橋姫向    | もろはし ひなた | 2003년 1월 4일(22세)   | 2기          | 2022년 10월 31일 | 2기생          | -                     | 현재는 같은 NGT48 졸업생인 코미야마 사라와 같이 지하 아이돌 東京CuteCute의 멤버   | -                |
| 오구마 츠구미   | 小熊倫実    | おぐま つぐみ   | 2002년 12월 15일(22세) | 1기          | 2022년 12월 31일 | 1기생          | -                     | 현재는 바리스타                                                                   | 69위             |
| 안도 치카나     | 安藤千伽奈  | あんどう ちかな | 2001년 1월 13일(24세)  | 드래프트 3기 | 2023년 2월 28일  | 드래프트 3기생 | mitt management       | 개인활동중                                                                        | -                |
| 후루다테 아오이 | 古舘葵      | ふるたて あおい | 2004년 8월 10일(20세)  | 2기          | 2023년 3월 31일  | 2기생          | -                     | -                                                                                 | -                |
| 나카이 리카     | 中井りか    | なかい りか     | 1997년 8월 23일(27세)  | 1기          | 2023년 8월 31일  | 1기생          | 오오타 프로덕션       | 개인활동중/현재는 유튜버                                                          | 23위             |
| 후루사와 마나   | 古澤愛      | ふるさわ まな   | 2000년 10월 1일(24세)  | 2기          | 2024년 1월 31일  | 2기생          | -                     | -                                                                                 | -                |
| 카와코에 사야카 | 川越紗彩    | かわごえ さあや | 2000년 10월 14일(24세) | 2기          | 2024년 2월 29일  | 2기생          | -                     | -                                                                                 | -                |
| 소카베 유메     | 曽我部優芽  | そがべ ゆめ     | 2002년 3월 16일(23세)  | 2기          | 2024년 2월 29일  | 2기생          | -                     | -                                                                                 | -                |
| 혼마 히나타     | 本間日陽    | ほんま ひなた   | 1999년 11월 10일(25세) | 1기          | 2024년 4월 13일  | 1기생          | HONEST                | 개인활동중                                                                        | 13위             |
| 마시모 카호     | 真下華穂    | ましも かほ     | 1999년 11월 8일(25세)  | 2기          | 2024년 6월 30일  | 2기생          | -                     | -                                                                                 | -                |
| 나라 미하루     | 奈良未遥    | なら みはる     | 1998년 3월 20일(27세)  | 1기          | 2024년 11월 30일 | 1기생          | -                     | -                                                                                 | 21위             |
| 오고에 하루카   | 小越春花    | おごえ はるか   | 2004년 6월 26일(21세)  | 3기          | 2024년 12월 31일 | 3기생          | YK 에이전트           | 개인활동중                                                                        | -                |

#### 연구생
| 이름              | 일본어 표기 | 요미가나          | 생년월일               | 기수         | 졸업 시기        | 현재 소속 사무소 | 비고                                        | 총선거 최고 순위 |
| ----------------- | ----------- | ----------------- | ---------------------- | ------------ | ---------------- | ---------------- | ------------------------------------------- | ---------------- |
| 미즈사와 아야카   | 水澤彩佳    | みずさわ あやか   | 1994년 11월 5일(30세)  | 1기          | 2017년 3월 25일  | -                | 교사 자격 및 유치원 교사 면허 보유/보육교사 | -                |
| 오타키 유리아     | 大滝友梨亜  | おおたき ゆりあ   | 1995년 4월 21일(30세)  | 1기          | 2017년 10월 31일 | -                | -                                           | -                |
| 하기리 루나       | 羽切瑠菜    | はぎり るな       | 1999년 11월 29일(25세) | 2기          | 2019년 3월 10일  | -                | -                                           | -                |
| 야마자키 미리에   | 山崎美里衣  | やまざき みりい   | 2000년 11월 21일(24세) | 2기          | 2019년 6월 12일  | -                | -                                           | -                |
| 타카사와 토모카   | 高沢朋花    | たかざわ ともか   | 2003년 6월 1일(22세)   | 2기          | 2019년 6월 30일  | -                | -                                           | -                |
| 와타나베 유우사   | 渡邉歩咲    | わたなべ あゆさ   | 2001년 3월 9일(24세)   | 2기          | 2019년 6월 30일  | -                | -                                           | -                |
| 다카하시 나나미   | 高橋七実    | たかはし ななみ   | 2001년 7월 7일(23세)   | 드래프트 3기 | 2020년 3월 31일  | -                | -                                           | -                |
| 나카지마 히카리   | 中島光里    | なかじま ひかり   | 2004년 9월 8일(20세)   | 3기          | 2022년 7월 1일   | -                | -                                           | -                |
| 시바노 유키       | 柴野夕葵    | しばの ゆき       | 2003년 12월 4일(21세)  | 3기          | 2023년 4월 16일  | -                | -                                           | -                |
| 하세 스모모       | 長谷朱桃    | はせ すもも       | 2006년 2월 23일(19세)  | 3기          | 2024년 1월 31일  | -                | -                                           | -                |
| 아라이 리리노     | 新井りりの  | あらい りりの     | 2004년 7월 15일(20세)  | 3기          | 2024년 2월 29일  | -                | -                                           | -                |
| 미나미카와 하루카 | 南川遥香    | みなみかわ はるか | 2004년 12월 4일(20세)  | 3기          | 2024년 7월 31일  | -                | -                                           | -                |
| 오오타케 코마     | 大竹琴真    | おおたけ こま     | 2008년 8월 10일(16세)  | 4기          | 2024년 12월 15일 | -                | -                                           | -                |

## 디스코그래피

### 싱글
| #                    | 발매                 | 타이틀                                                   | 최고순위             |
| 아리오라 재팬 레이블 | 아리오라 재팬 레이블 | 아리오라 재팬 레이블                                     | 아리오라 재팬 레이블 |
| -------------------- | -------------------- | -------------------------------------------------------- | -------------------- |
| 1                    | 2017년 4월 12일      | 青春時計 청춘시계                                        | 1                    |
| 2                    | 2017년 12월 6일      | 世界はどこまで青空なのか? 세계는 어디까지 푸른 하늘인가? | 2                    |
| 3                    | 2018년 4월 11일      | 春はどこから来るのか? 봄은 어디에서 오는가?              | 1                    |
| 4                    | 2018년 10월 3일      | 世界の人へ 세상의 사람들에게                             | 2                    |
| EMI RECORDS 레이블   |                      |                                                          |                      |
| 5                    | 2020년 7월 22일      | シャーベットピンク 셔벗 핑크                             | 2                    |
| 6                    | 2021년 6월 23일      | Awesome 어썸                                             | 3                    |
| 7                    | 2021년 12월 22일     | ポンコツな君が好きだ 멍청한 네가 좋아                    | 2                    |
| 8                    | 2022년 12월 28일     | 渡り鳥たちに空は見えない 철새들에게 하늘은 보이지 않는다 | 1                    |
| 9                    | 2023년 8월 2일       | あのさ、いや別に... 있잖아, 아냐 별로...                 | 2                    |
| 10                   | 2024년 8월 28일      | 一瞬の花火 한순간의 불꽃                                 | 5                    |
| 11                   | 2025년 6월 4일       | 希望列車 희망열차                                        | -                    |

#### 그 외의 참가 작품
| # | 발매            | 타이틀                                    | 비고                                             |
| - | --------------- | ----------------------------------------- | ------------------------------------------------ |
| 1 | 2016년 3월 9일  | Maxとき315号 Max 토키 315호               | AKB48 43rd 싱글 〈너는 멜로디〉 Type-D 수록      |
| 2 | 2016년 6월 1일  | 君はどこにいる? 너는 어디에 있어?         | AKB48 44th 싱글 〈날개는 필요 없어〉 극장반 수록 |
| 3 | 2017년 3월 15일 | みどりと森の運動公園 녹색과 숲의 운동공원 | AKB48 47th 싱글 〈슛 싸인〉 Type-D 수록          |
| 4 | 2018년 3월 14일 | 友達でいましょう 친구로 지냅시다          | AKB48 51th 싱글 〈자바자〉 Type-D 수록           |

### 착신 한정
| #                    | 발매                 | 타이틀                                                                                     |                      |
| 아리오라 재팬 레이블 | 아리오라 재팬 레이블 | 아리오라 재팬 레이블                                                                       | 아리오라 재팬 레이블 |
| -------------------- | -------------------- | ------------------------------------------------------------------------------------------ | -------------------- |
| 1                    | 2017년 7월 24일      | 青春時計（豆腐メンタル Remix by tofubeats） 청춘시계 (두부메탈 Remix by tofubeats)         |                      |
| 2                    | 2017년 8월 23일      | 青春時計（フランスパン Remix by happy machine） 청춘시계 (프랑스팡 Remix by happy machine) |                      |
| 3                    | 2018년 12월 28일     | 世界の人へ（happy machine Remix） 세상의 사람들에게 (happy machine Remix)                  |                      |

### 앨범

#### 오리지널 앨범
| #                  | 발매               | 타이틀                     | 최고순위           |
| EMI RECORDS 레이블 | EMI RECORDS 레이블 | EMI RECORDS 레이블         | EMI RECORDS 레이블 |
| ------------------ | ------------------ | -------------------------- | ------------------ |
| 1                  | 2022년 6월 29일    | 未完成の未来 미완성의 미래 | 3                  |

#### 아날로그반
| #                    | 발매                 | 타이틀                                                                             |                      |
| 아리오라 재팬 레이블 | 아리오라 재팬 레이블 | 아리오라 재팬 레이블                                                               | 아리오라 재팬 레이블 |
| -------------------- | -------------------- | ---------------------------------------------------------------------------------- | -------------------- |
| 1                    | 2017년 9월 27일      | 青春時計（豆腐メンタル Remix by tofubeats） 청춘시계 (두부메탈 Remix by tofubeats) |                      |
| 2                    | 발매중지             | 世界の人へ 세상의 사람들에게                                                       |                      |

### 영상 작품

#### 콘서트
| 순서 | 타이틀                | 의미                 | 발매일          |
| ---- | --------------------- | -------------------- | --------------- |
| 1    | NGT48 1st Anniversary | NGT48 1st 애니버서리 | 2017년 7월 7일  |
| 2    | NGT48 2nd Anniversary | NGT48 2nd 애니버서리 | 2018년 4월 13일 |

#### 극장 공연
| 순서 | 팀 이름&무대 순서 | 타이틀                                                                  | 의미                                                | 발매일          |
| ---- | ----------------- | ----------------------------------------------------------------------- | --------------------------------------------------- | --------------- |
| 1    | 팀NIII 1st Stage  | 〈PARTYが始まるよ〉 파티가하지마루[*] NGT48劇場グランドオープン初日公演 | 파티가 시작한다구 NGT48 극장 그랜드 오픈 첫 날 공연 | 2016년 6월 18일 |

## 사건사고
- 2019년 1월 8일, 전 멤버인 야마구치 마호가 AKB 라이브 방송 플랫폼 'SHOWROOM'에서 2018년 12월 초 자택에서 남성괴한 2명에게 습격을 당했다고 밝혔다. 마호가 악수회를 마치고 집에 돌아와 문을 막 잠그려고 할 때 밖에서 괴한이 침입하여 마호를 넘어뜨리려 하였으며, 동시에 집안에 있던 다른 괴한이 마호를 위협하였다. 마호는 탈출을 시도하는 과정에서 휴대전화를 빼앗겼으나, 괴한들이 엘리베이터 소리에 당황한 틈을 타 복도로 빠져나왔다. 괴한들은 사건 발생 1시간 만에 경찰에 연행되었으며, 조사 이후 불기소 처분을 받아 방면되었다. 같은 그룹 멤버 2명(니시가타 마리나&타노 아야카)이 사주를 했다는 의혹이 일었으나 해당 내용은 경찰 조사 끝에 증거 불충분으로 종결되었다. 카토 미나미는 사건 직후 마호의 모습이 등장하는 티비를 향해 불쾌하니 꺼줬으면 좋겠다는 내용의 인스타그램 스토리를 올려 논란 끝에 연구생으로 강등되었다.

## 같이 보기
일본 자매 그룹
- AKB48
- SKE48
- NMB48
- HKT48
- STU48

일본 해외 자매 그룹
- JKT48
- BNK48
- MNL48
- AKB48 Team SH
- AKB48 Team TP
- SGO48
- CGM48
- DEL48
- MUB48
- KLP48